# Alfred Henry Garrod
Pour les articles homonymes, voir Garrod.
Alfred Henry Garrod est un zoologiste britannique, né le 18 mai 1846 à Londres et mort le 17 octobre 1879.

## Biographie
Il est le fils de Sir Alfred Basing Garrod (1819-1907) et frère de Archibald Edward Garrod (1857-1936). Il fait ses études à l’University College et au King’s College de Londres. Il commence à enseigner à Cambridge à partir de 1871. De 1874 à 1879, il enseigne l’anatomie comparée au King’s College. En 1875, il est nommé professeur de physiology à la chaire Fullerian au Royal Institut et est fait membre de la Royal Society l’année suivante. Il étudie l’anatomie des oiseaux et des ruminants.